# Rodeberg
Ne pas confondre avec le Mont Rouge, l'un des monts de Flandre (Rodeberg en néerlandais)
Rodeberg est une commune allemande de l'arrondissement d'Unstrut-Hainich, Land de Thuringe.

## Géographie
Le Rode est l'un des plus hautes collines du Hainich.
La commune comprend les quartiers de Struth, Eigenrieden, l'abbaye de Zella, Annaberg et Waldfrieden.
| Effelder     | Büttstedt | Anrode     |
| Südeichsfeld | Rodeberg  | Mühlhausen |
|              | Vogtei    |            |

## Histoire
Struth est une terre de la Couronne franque. En 1273, Heinrich von Treffurt achète le terrain où s'élèvera l'abbaye de Zella.
En 1934, le prêtre catholique Michael Lerch s'oppose dans un sermon en 1934 aux politiques raciales et ethniques des nazis. Il est dénoncé et menacé par la Gestapo d'être envoyé dans un camp de concentration
Le 7 avril 1945, la 11e armée allemande tente une contre-offensive. Au cours de la "bataille de Struth", une grande partie du village est détruite par les bombardements américains et les combats.
En 1966, l'abbaye de Zella et Annaberg passent d'Effelder à Rodeberg.
La municipalité de Rodeberg naît de la fusion le 30 juin 1994 de Struth et Eigenrieden.

## Source de la traduction
- (de) Cet article est partiellement ou en totalité issu de l’article de Wikipédia en allemand intitulé « Rodeberg » (voir la liste des auteurs).